# Manas-Bastanous
Manas-Bastanous település Franciaországban, Gers megyében. Lakosainak száma 83 fő (2022. január 1.). Manas-Bastanous Fontrailles, Barcugnan, Mont-de-Marrast és Sarraguzan községekkel határos.

## Népesség
A település népességének változása:
| Lakosok száma | 139  | 125  | 122  | 111  | 83   | 80   | 81   | 82   | 82   | 83   |
|               | 1968 | 1982 | 1990 | 2006 | 2013 | 2015 | 2017 | 2019 | 2020 | 2022 |